# Рагнар Мальм
Рагнар Мальм (швед. Ragnar Malm, 14 травня 1893 — 1 березня 1959) — шведський велогонщик.
Олімпійський чемпіон 1912 року в роздільній командній гонці, срібний призер 1920 року в роздільній командній гонці, бронзовий призер 1924 року в роздільній командній гонці.